# Trommelschlägelfinger

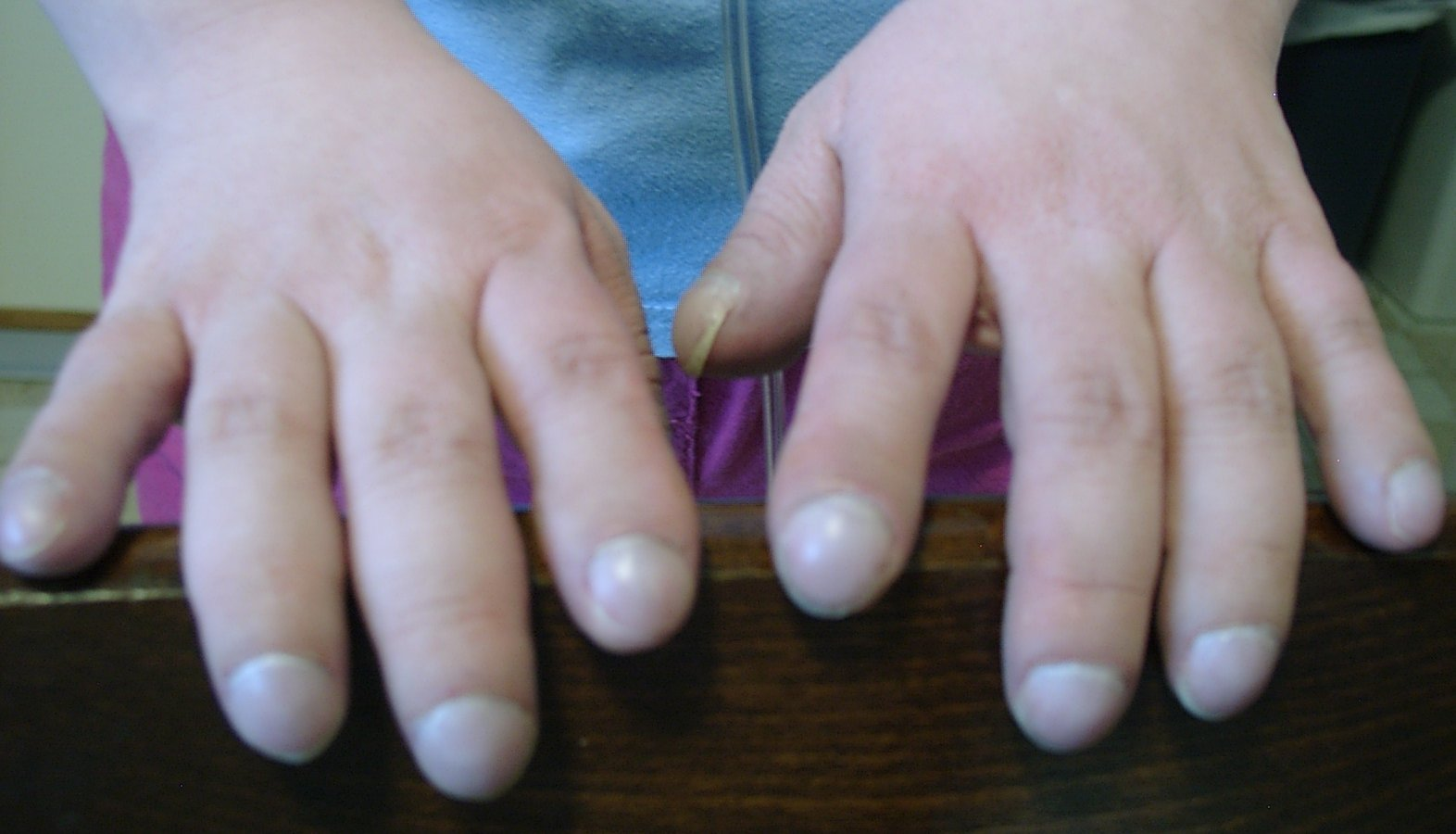
Trommelschlägelfinger mit Uhrglasnägeln

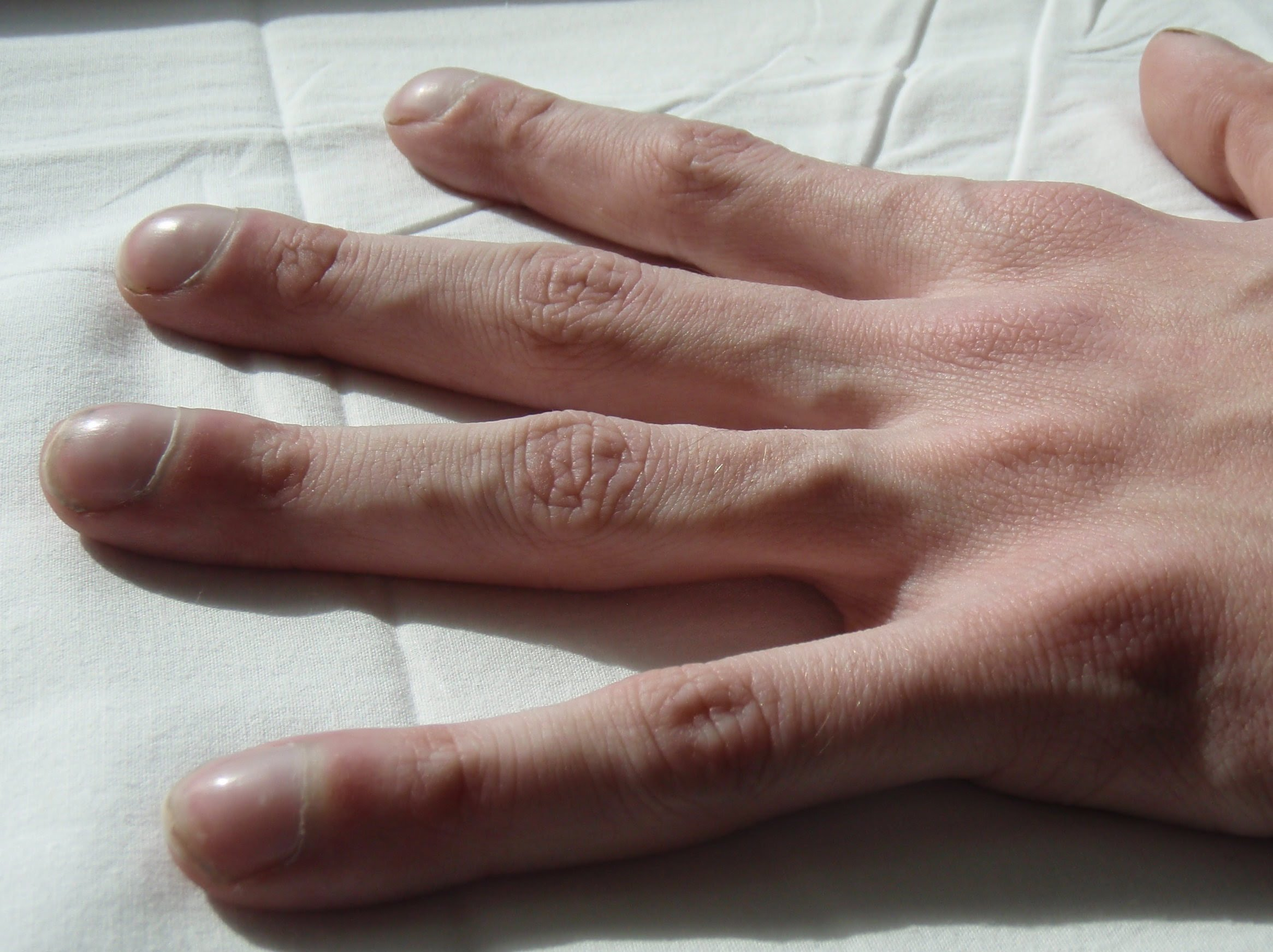
Trommelschlägelfinger bei einem Mukoviszidosepatienten. Sie entstehen durch chronischen Sauerstoffmangel.

Trommelschlägelfinger (auch Trommelschlegelfinger, „Kolbenfinger“, lateinisch Digiti hippocratici oder Osteoarthropathie hypertrophique pneumique, englisch clubbed fingers) ist die medizinische Bezeichnung für die deutlich sichtbare Auftreibung von Finger- und Zehenendgliedern als Symptom bei bestimmten Erkrankungen, insbesondere Herz- oder Lungenkrankheiten. Trommelschlägelfinger werden häufig zusammen mit den sog. Uhrglasnägeln beobachtet.
Trommelschlägelfinger entstehen durch lokale (in diesem Fall häufig nur einseitig auftretend) oder systemische Gewebshypoxie (Sauerstoffmangel), mit resultierender Neubildung von Kapillaren. Sie werden insbesondere bei folgenden Erkrankungen beobachtet:
- Herzfehler mit Rechts-links-Shunt
- Chronische Lungenerkrankungen (auch maligne Lungenerkrankungen wie z. B. Bronchialkarzinom)
- Fallot-Tetralogie
- Eisenmenger-Reaktion
- Mukoviszidose
- Lungenfibrose
- größere arteriovenöse Fisteln[1]

Diese Krankheiten sind durch eine chronische Hypoxie gekennzeichnet. Geht die Hypoxie im Rahmen der Behandlung (z. B. Operation) zurück, bilden sich auch die Trommelschlägelfinger und die Uhrglasnägel in der Regel wieder zurück.
In seltenen Fällen können Trommelschlägelfinger auch vererbt werden, dann sind es aber „untypische“ Trommelschlägelfinger, da sie dann kein Symptom einer Erkrankung gemäß obiger Definition sind.